# Kamen Rider Black RX
Kamen Rider Black Kamen Rider Kuuga
Kamen Rider Black RX (仮面ライダーBLACK RX, Kamen Raidā Burakku Āru Ekkusu) est une série télévisée japonaise de type Tokusatsu. Toujours sous la direction de Shotaro Ishinomori et produit par la Toei, elle constitue la neuvième série de la franchise Kamen Rider et suite directe son prédécesseur Kamen Rider Black. Elle fut la première série à mettre en scène l'intervention des précédents Riders depuis 1984 dans le film La naissance du dixième ! Tous ensemble, Kamen Riders !.
La série a été utilisée par Saban comme base pour la série Masked Rider diffusée sur Fox Kids aux États-Unis entre 1996 et 1997. Sur le même principe que VR Troopers ou Power Rangers, seuls les costumes et certaines scènes d'actions ont été conservées. Les personnages et scénarios ont été librement adaptés pour le public occidental.
Kamen Rider Black RX a été la dernière série diffusée pendant l'ère Shōwa. À la suite du décès de l'Empereur Hirohito le 7 janvier 1989, la diffusion de l'épisode 11 fut reporté d'une semaine.

## Personnages

### Kamen Rider Black RX
- Kohtaro Minami (南 光太郎, Minami Kōtarō?) / Kamen Rider Black RX (仮面ライダーBLACK RX, Kamen Raidā Burakku Āru Ekkusu?)

Après s'être transformé, il dit : « Je suis l'enfant du Soleil ! Kamen Rider Black RX ! » (「俺は太陽の子！仮面ライダーBLACK RX！」, « Ore wa Taiyō no Ko! Kamen Raidā Burakku Āru Ekkusu! »)
- - Armes : épée photonique Revolcane (光子剣リボルケイン, Kōshi Ken Riborukein?), Vortech Shooter (ボルティックシューター, Borutikku Shūtā?), Bio Lame (バイオブレード, Baio Burēdo?)
  - Attaques : Revolcrash (リボルクラッシュ, Riborukurasshu?), RX Kick (RXキック, Āru Ekkusu Kikku?), Hard Shot (ハードショット, Hādo Shotto?), Spark Cutter (スパークカッター, Spāku Kattā?)

Kohtaro peut également se transformer en Robo Rider (ロボライダー, Robo Raidā) et en Bio Rider (バイオライダー, Baio Raidā).

### Empire Crisis
L'empire Crisis (クライシス帝国, Kuraishisu Teikoku) .
- Grand Lord Crisis (クライシス皇帝, Kuraishisu Kōtei?) :
- Général Jark (ジャーク将軍, Jāku Shōgun?) :

Les Quatre Grands Officiers (四大隊長, Yondai Taichō) sont les suiveurs de Jark. L'équipe es constituée de :
- - Officier d'état-major de l'espionnage, Maribaron (諜報参謀マリバロン, Chōhō Sanbō Maribaron?) (épisodes 1-24, 27-47) :
  - Commandeur naval, Bosgun (海兵隊長ボスガン, Kaihei Taichō Bosugan?) (épisodes 1-44) :
  - Officier armuré, Gatezone (機甲隊長ガテゾーン, Kikōtaichō Gatezōn?) (épisodes 1-25, 27-43) :
  - Capitaine à crocs, Gedorian (牙隊長ゲドリアン, Kibataichō Gedorian?) (épisodes 1-25, 27-42) :

- Chakram (チャックラム, Chakkuramu?) :
- Colonel Dasmader (ダスマダー大佐, Dasumadā Taisa?) (épisodes 28-30, 33-47) :

Les Chaps (チャップ, Chappu) sont les fantassins de l'empire.

## Arsenal
- Sunriser (サンライザー, Sanraisā?) : Transformateur de Kamen Rider Black RX. Il revêt son armure par la commande « ! » (「！」, « ! »?)

### Véhicules
- Acrobatter (アクロバッター, Akurobattā?) : La moto de Kamen Rider Black RX.
- Rideron (ライドロン, Raidoron?) : La voiture de Kamen Rider Black RX.

## Épisodes
1. The Child of the Sun! RX (太陽の子だ！ＲＸ, Taiyō no Ko da! Āru Ekkusu?)
2. Bathed in Light! RX (光を浴びて！ＲＸ, Hikari o Abite! Āru Ekkusu?)
3. RX vs. the Knight of the Wind (ＲＸ対風の騎士, Āru Ekkusu Tai Kaze no Kishi?)
4. The Car of Light, Rideron (光の車ライドロン, Hikari no Kuruma Raidoron?)
5. The Cave Exploration's Falling Hole (洞窟探検の落し穴, Dōkutsu Tanken no Otoshiana?)
6. The Kaima Extraterrestrials' Great Riot! (怪魔ＥＴ大暴れ！, Kaima Ī Tī Ōabare!?)
7. SOS! The Circle of Friendship (ＳＯＳ！友情の輪, Esu Ō Esu! Yūjō no Wa?)
8. Dad's And Mom's Secret (パパとママの秘密, Papa to Mama no Himitsu?)
9. Maribaron's Witchcraft (マリバロンの妖術, Maribaron no Yōjutsu?)
10. Surprised With Replicas (ニセ者でドッキリ, Nisemono de Dokkiri?)
11. The Scraps' Revolt (スクラップの反乱, Sukurappu no Hanran?)
12. The Assassin in Dreams (夢の中の暗殺者, Yume no Naka no Ansatsusha?)
13. The Targeted Kaima Girl (狙われた怪魔少女, Nerawareta Kaima Shōjo?)
14. The Kidnapped Hitomi-chan (ひとみちゃん誘拐, Hitomi-chan Yūkai?)
15. Robo Rider Is Born (ロボライダー誕生, Robo Raidā Tanjō?)
16. The Miraculous Valley's Princess (奇跡の谷の姫君, Kiseki no Tani no Himegimi?)
17. Bio Rider! (バイオライダー！, Baio Raidā!?)
18. The Mystery! Swimming in the Air of Dreams (怪！夢の空中遊泳, Kai! Yume no Kūchū Yūei?)
19. The Artificial Sun of Terror! (恐怖の人工太陽！, Kyōfu no Jinkō Taiyō?)
20. The Banana Eating Ogre (バナナを喰う鬼, Banana o Kū Oni?)
21. The Front of Love And Friendship (愛と友情の戦線, Ai to Yūjō no Sensen?)
22. Shadow Moon! (シャドームーン！, Shadō Mūn!?)
23. RX Became a Pig (ブタになったＲＸ, Buta ni Natta Āru Ekkusu?)
24. Dad Is Dracula (パパはドラキュラ, Papa wa Dorakyura?)
25. The Bride of Scorpio (さそり座の花嫁, Sasoriza no Hanayome?)
26. Bosgun's Revenge (ボスガンの反撃, Bosugan no Hangeki?)
27. Huge Counterattack! The Prince of Shadows (大逆襲！影の王子, Daigyakushū! Kage no Ōji?)
28. The Agent of the Majestic Emperor (皇帝陛下の代理人, Kōtei Heika no Dairinin?)
29. A World Without Water (水のない世界, Mizu no Nai Sekai?)
30. Tokyo Desert Without a Tomorrow (明日なき東京砂漠, Asu Naki Tōkyō Sabaku?)
31. The Woman Who Saw the Kaima World (怪魔界を見た女, Kaimakai o Mita On'na?)
32. The Sky of Love And Hope (愛と希望の大空, Ai to Kibō no Ōzora?)
33. Decisive Battle on the Great Seto Bridge (瀬戸大橋の大決戦, Seto Ōhashi no Daikessen?)
34. Making a Plan For The Shikoku Aircraft!! (四国空母化計画！！, Shikoku Kūboka Keikaku!!?)
35. Kotaro Wanted!! (光太郎指名手配！！, Kōtarō Shimeitehai!!?)
36. Who's the Hero!? (ヒーローは誰だ！？, Hīrō wa Dare da!??)
37. Skinning With Tusks, the Beastman Ninja Troop (牙むく獣人忍者隊, Kiba Muku Jūjin Ninja Tai?)
38. The Wicked Dance Troop of the White Bone Field (白骨ケ原の妖舞団, Hakkotsugahara no Yōbudan?)
39. A Running Explosion! Mini 4WD (爆走！ミニ４ＷＤ, Bakusō! Mini Yon Daburu Dī?)
40. The Trap of the Ghostly Housing Development (ユーレイ団地の罠, Yūrei Danchi no Wana?)
41. The Terror of the 100 Eyed Hag (百目婆ァの恐怖, Todome Babaa no Kyōfu?)
42. The 4 Commanders Are Banished (四隊長は全員追放, Yon Taichō wa Zen'in Tsuihō?)
43. Defeated! RX (敗れたり！ＲＸ, Yaburetari! Āru Ekkusu?)
44. Fight! All Riders (戦え！全ライダー, Tatakae! Zen Raidā?)
45. The Fake Rider's Last Days (偽ライダーの末路, Nise Raidā no Matsuro?)
46. The Riders' All Out Charge (ライダーの総突撃, Raidā no Sōtotsugeki?)
47. A Shining Tomorrow! (輝ける明日, Kagayakeru Ashita?)

## Distribution
- Kotaro Minami (南　光太郎, Minami Kōtarō VF Félix Minami?): Tetsuo Kurata VF Marc Tessier
- Reiko Shiratori (白鳥 玲子, Shiratori Reiko VF Melissa Shiratori?): Jun Koyamaki (高野槇 じゅん, Kōyamaki Jun?) VF Audrey Sourdive
- Shunkichi Sahara (佐原 俊吉, Sahara Shunkichi?): Makoto Akatsuka (赤塚 真人, Akatsuka Makoto?) VF Boris Rehlinger
- Utako Sahara (佐原 唄子, Sahara Utako?): Eri Tsuruma (鶴間 エリ, Tsuruma Eri?) VF Déborah Perret
- Joe de la Brume (霞のジョー, Kasumi no Jō?): Rikiya F VF Xavier Fagnon
- Kyôko Matoba (的場 響子, Matoba Kyōko?): Megumi Ueno (上野 めぐみ, Ueno Megumi?) VF Denise Metmer
- Gorô (吾郎, Gorō?): Joe Onodera (小野寺 丈, Onodera Jō?) VF Emmanuel Garijo
- Shigeru Sahara (佐原　茂, Sahara Shigeru?): Go Inoue (井上 豪, Inoue Gō?) VF Philippe Garijo
- Hitomi Sahara (佐原 ひとみ, Sahara Hitomi?): Shoko Imura (井村 翔子, Imura Shōko?)  VF Barbara Delsol
  - Princesse Garonia (Hitomi adolescente): Maho Maruyama (丸山 真歩, Maruyama Maho?) VF Danièle Douet
- Hayato Hayami (速水 隼人, Hayami Hayato?): Minoru Sawatari (佐渡 稔, Sawatari Minoru?)
- Grand Lord Crisis (クライシス皇帝, Kuraishisu Kōtei?, Voice): Gorō Naya VF Michel Prud'homme
- Général Jark (ジャーク将軍, Jāku Shōgun?, Voix): Seizō Katō (1 à 44) and Hidekatsu Shibata (45 & 46) VF Michel Prud'homme
- Maribaron (マリバロン, Maribaron?): Atsuko Takahata VF Tania Torrens
- Bosgun (ボスガン, Bosugan?, Voix): Shōzō Iizuka VF Lionel Tua
- Gatezone (ガテゾーン, Gatezōn?, Voix): Toshimichi Takahashi (高橋 利道, Takahashi Toshimichi?) VF Éric Métayer
- Gedorian (ゲドリアン, Gedorian?, Voix): Kazunori Arai (新井 一典, Arai Kazunori?) VF Michel Mella
- Chakram (チャックラム, Chakkuramu?, Voix): Atsuo Mori (森 篤夫, Mori Atsuo?) VF Pascal Casanova
- Dasmader (ダスマダー, Dasumadā?): Tetsuya Matsui (松井 哲也, Matsui Tetsuya?) VF Jean-Loup Horwitz
- Shadow Moon (シャドームーン, Shadō Mūn?, Voix): Masaki Terasoma VF Jean-Claude Donda
- King Stone (キングストーン, Kingu Sutōn?, Voix): Teiji Ōmiya  VF Bruno Choël,
- Narrateur (ナレーター, Narētā?)  : Issei Masamune (政宗 一成, Masamune Issei?) VF Alain Chabat  Chapitres 1 à 39. William Coryn Reste du chapitre 39.

### Cascadeur
- Kamen Rider Black RX, Robo Rider, Bio Rider: Jiro Okamoto (岡元 次郎, Okamoto Jirō?) VF Lionel Tua
- Robo Rider, Bio Rider, Shadow Moon: Tokio Iwata (岩田 時男, Iwata Tokio?) VF Pascal Massix
- Robo Rider: Toshiyuki Kikuchi (菊地 寿幸, Kikuchi Toshiyuki?) VF Jacques Bouanich
- Général Jark: Toshimichi Takahashi
- Bosgun: Yoshikatsu Fujiki (藤木 義勝, Fujiki Yoshikatsu?) VF Patrick Osmond :
- Gatezone: Takayuki Kitamura (北村 隆幸, Kitamura Takayuki?) VF Pascal Légitimus
- Gedorian: Minoru Watanabe VF William Coryn

## Chansons
Générique
- "Kamen Rider Black RX" (仮面ライダーBLACK RX, Kamen Raidā Burakku Āru Ekkusu?)
  - Paroles: Chinfa Kan
  - Compositeur & Arrangements: Eiji Kawamura
  - Interprète: Takayuki Miyauchi

Générique de fin
- "Dareka ga Kimi o Aishiteru" (誰かが君を愛してる?, "Someone Loves You")
  - Paroles: Chinfa Kan
  - Compositeur: Tetsuji Hayashi
  - Arrangements: Eiji Kawamura
  - Interprète: Takayuki Miyauchi Le Trance De RX